# Erínias
As erínias (em grego:  Ἐρινύες), na mitologia grega, eram personificações da vingança. Enquanto Nêmesis (deusa da vingança) punia os deuses, as erínias puniam os mortais. Eram Tisífone (Castigo), Megera (Rancor) e Alecto (Inominável). Na mitologia romana, eram chamadas fúrias — Furiæ ou Diræ.
Viviam nas profundezas do Tártaro, onde torturavam as almas pecadoras julgadas por Hades e Perséfone, seus pais. Outra versão afirma que nasceram das gotas do sangue que caíram sobre Gaia quando o deus Urano foi castrado por Cronos. Pavorosas, possuíam asas de morcego e cabelo em forma de serpente.
Mas a versão mais aceita é que elas são mesmo frutos da relação conjugal de Hades e Perséfone.
As erínias, deusas encarregadas de castigar os crimes, especialmente os delitos de sangue, são também chamadas Eumênides (Εὐμενίδες), que em grego significa as bondosas ou as Benevolentes, eufemismo usado para evitar pronunciar o seu verdadeiro nome, por medo de atrair a sua cólera. Em Atenas, usava-se como eufemismo a expressão Semnai Theai (σεμναὶ θεαί), ou deusas veneradas.
Na versão de Ésquilo, as erínias são filhas da deusa Nix, da noite.
Supunha-se elas serem muitas, mas na peça de Ésquilo elas são apenas três, que encarregavam-se da vingança e habitavam, consoante as versões, o Érebo ou o Tártaro, o inframundo, onde descansam até que são de novo reclamadas na Terra. Os seus nomes são:
- Alecto (Ἀληκτώ, a implacável), eternamente encolerizada. Encarrega-se de castigar delitos morais como a ira, a cólera e a soberba. Tem um papel muito similar ao da deusa Nêmesis, com diferença de que esta se ocupa do referente aos deuses, tendo Alecto uma dimensão mais "terrena". Alecto é a Erínia que espalha pestes e maldições. Seguia o infrator sem parar, ameaçando-o com fachos acesos, não o deixando dormir em paz.
- Megera (Μέγαιρα, a rancorosa), que personifica o rancor, a inveja, a cobiça e o ciúme. Castiga principalmente os delitos contra o matrimônio, em especial a infidelidade. É a Erínia que persegue com a maior sanha, fazendo a vítima fugir eternamente.Terceira das fúrias de Ésquilo, grita ininterruptamente nos ouvidos do criminoso, lembrando-lhe das faltas que cometeu.
- Tisífone (Τισιφόνη, a vingadora), a vingadora dos assassinatos (patricídio, fratricídio, homicídio). É a Erínia que açoita os culpados e enlouquece-os.

As erínias são divindades ctónicas presentes desde as origens do mundo, e apesar de terem poder sobre os deuses, não estando submetidas à autoridade de Zeus, vivem às margens do Olimpo, graças à rejeição natural que os deuses sentem por elas (e é com pesar que as toleram, pois devem fazê-lo). Por outro lado, os homens têm-lhes pânico, e fogem delas. Esta marginalidade e a sua necessidade de reconhecimento são o motivo por que, segundo conta Ésquilo, as erínias acabam aceitando o veredicto de Atena, passando mesmo por cima da sua inesgotável sede de vingança.
Eram forças primitivas da natureza que actuavam como vingadoras do crime, reclamando com insistência o sangue parental derramado, só se satisfazendo com a morte violenta do homicida.

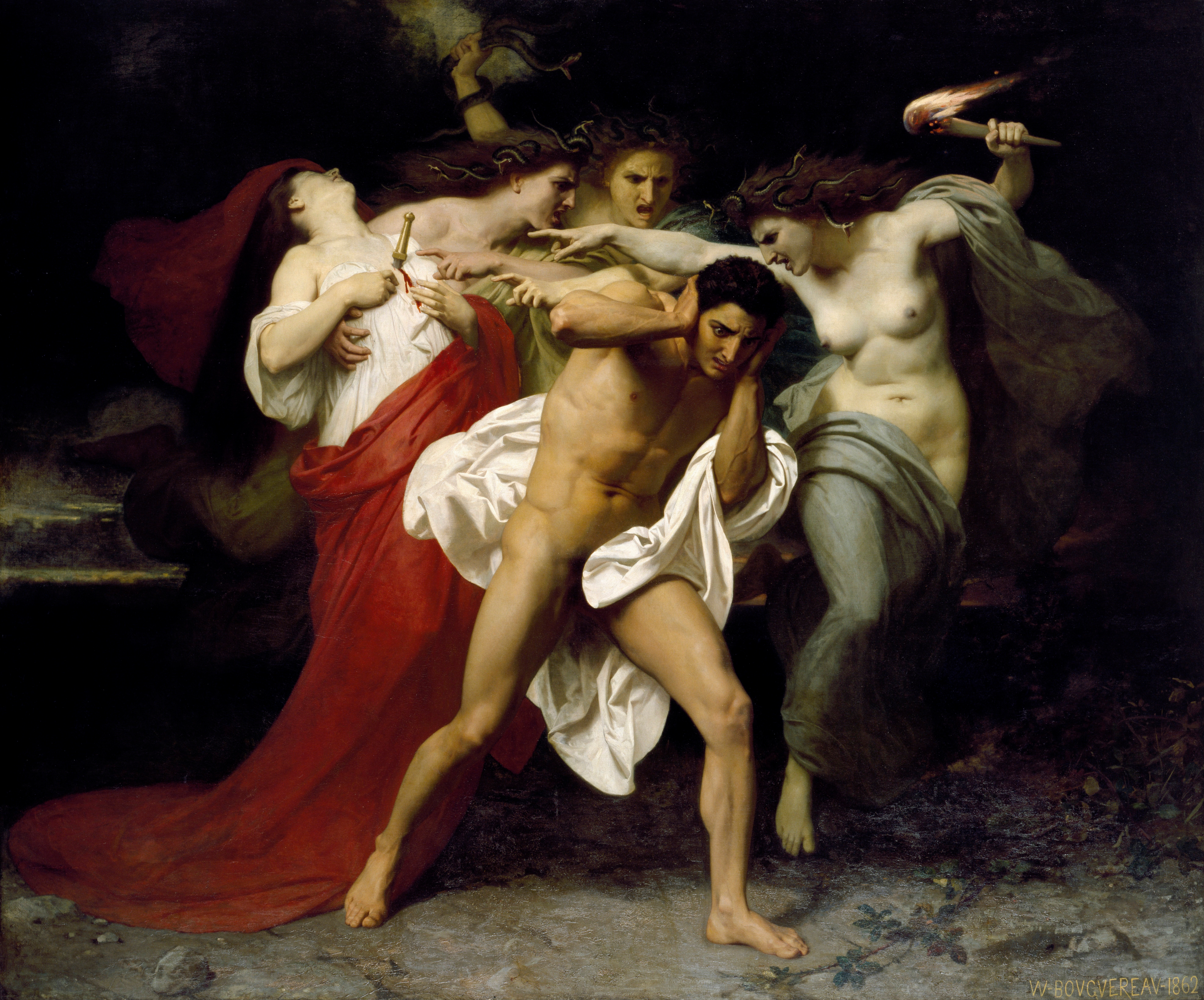
O remorso de Orestes
por William-Adolphe Bouguereau, 1862

Posto que o castigo final dos crimes (por mais horríveis que sejam) é um poder que não corresponde aos homens, estas três irmãs se encarregavam do castigo dos criminosos, perseguindo-os incansavelmente até mesmo no mundo dos mortos, pois seu campo de acção não tem limites. As erínias são convocadas pela maldição lançada por alguém que clama vingança. São deusas justas, porém implacáveis, e não se deixam abrandar por sacrifícios nem suplícios de nenhum tipo. Não levam em conta atenuantes e castigam toda ofensa contra a sociedade e a natureza, como o perjúrio, a violação dos rituais de hospitalidade e, sobretudo, os assassinatos e crimes contra a família.
Na Antiguidade, sacrificavam-lhes carneiros negros, assim como libações de nephalia (νηφάλια), ou hidromel.
As erínias são representadas normalmente como mulheres aladas de aspecto terrível, com olhos que escorrem sangue no lugar de lágrimas e madeixas trançadas de serpentes, estando muitas vezes acompanhadas por muitos destes animais. Aparecem sempre empunhando chicotes e tochas acesas, correndo atrás dos infratores dos preceitos morais.
Existe na Arcádia um lugar em que se atopam dois santuários consagrados às Erínias. Num deles, elas recebem o nome de Maniai (Μανίαι, as que volvem todos). Neste lugar, segundo a lenda relatada por Ésquilo na sua tragédia As Eumênides, perseguem a Orestes pela primeira vez, vestidas de negro. Perto dali, e segundo conta Pausânias, apontava-se outro santuário onde o seu culto associava-se ao das Graças, deusas do perdão. Neste santuário purificaram a Orestes, vestidas completamente de branco. Orestes, uma vez curado e perdoado, aplicou um sacrifício expiatório às maniai.

## Árvore Genealógica
|  |  | Cronos | Cronos | Cronos | Cronos | Cronos | Cronos |       |       |       |       |         |         | Reia    | Reia    | Reia    | Reia    | Reia | Reia |         |         |           |           |           |           | Zeus      | Zeus      | Zeus | Zeus | Zeus    | Zeus    |         |         |         |         |  |  | Deméter | Deméter | Deméter | Deméter | Deméter | Deméter |  |  |  |  |  |  |
|  |  | Cronos | Cronos | Cronos | Cronos | Cronos | Cronos |       |       |       |       |         |         | Reia    | Reia    | Reia    | Reia    | Reia | Reia |         |         |           |           |           |           | Zeus      | Zeus      | Zeus | Zeus | Zeus    | Zeus    |         |         |         |         |  |  | Deméter | Deméter | Deméter | Deméter | Deméter | Deméter |  |  |  |  |  |  |
|  |  |        |        |        |        |        |        |       |       |       |       |         |         |         |         |         |         |      |      |         |         |           |           |           |           |           |           |      |      |         |         |         |         |         |         |  |  |         |         |         |         |         |         |  |  |  |  |  |  |
|  |  |        |        |        |        |        |        |       |       |       |       |         |         |         |         |         |         |      |      |         |         |           |           |           |           |           |           |      |      |         |         |         |         |         |         |  |  |         |         |         |         |         |         |  |  |  |  |  |  |
|  |  |        |        |        |        |        |        | Hades | Hades | Hades | Hades | Hades   | Hades   |         |         |         |         |      |      |         |         | Perséfone | Perséfone | Perséfone | Perséfone | Perséfone | Perséfone |      |      |         |         |         |         |         |         |  |  |         |         |         |         |         |         |  |  |  |  |  |  |
|  |  |        |        |        |        |        |        | Hades | Hades | Hades | Hades | Hades   | Hades   |         |         |         |         |      |      |         |         | Perséfone | Perséfone | Perséfone | Perséfone | Perséfone | Perséfone |      |      |         |         |         |         |         |         |  |  |         |         |         |         |         |         |  |  |  |  |  |  |
|  |  |        |        |        |        |        |        |       |       |       |       |         |         |         |         |         |         |      |      |         |         |           |           |           |           |           |           |      |      |         |         |         |         |         |         |  |  |         |         |         |         |         |         |  |  |  |  |  |  |
|  |  |        |        |        |        |        |        |       |       |       |       |         |         |         |         |         |         |      |      |         |         |           |           |           |           |           |           |      |      |         |         |         |         |         |         |  |  |         |         |         |         |         |         |  |  |  |  |  |  |
|  |  | Zagreu | Zagreu | Zagreu | Zagreu | Zagreu | Zagreu |       |       |       |       | Macária | Macária | Macária | Macária | Macária | Macária |      |      | Erínias | Erínias | Erínias   | Erínias   | Erínias   | Erínias   |           |           |      |      | Melinoe | Melinoe | Melinoe | Melinoe | Melinoe | Melinoe |  |  |         |         |         |         |         |         |  |  |  |  |  |  |